# Bouillancourt-en-Séry
Bouillancourt-en-Séry là một xã ở tỉnh Somme, vùng Hauts-de-France, Pháp.

## Địa lý
Thị trấn này tọa lạc bên bờ sông Bresle, giáp ranh với tỉnh Seine-Maritime, trên đường D67, khoảng 22 dặm Anh về phía tây nam của Abbeville.

## Dân số
| 1936                                                           | 1946 | 1954 | 1962 | 1968 | 1975 | 1982 | 1990 | 1999 |
| -------------------------------------------------------------- | ---- | ---- | ---- | ---- | ---- | ---- | ---- | ---- |
| 488                                                            | 434  | 483  | 506  | 478  | 484  | 467  | 469  | 486  |
| Số liệu điều tra dân số từ năm 1962, dân số không tính hai lần |      |      |      |      |      |      |      |      |